# Peter Kennedy
Michael Edward Kennedy III, detto Peter (Olympia, 4 settembre 1927), è un ex pattinatore artistico su ghiaccio statunitense.
Ha gareggiato negli anni '40 e '50 insieme alla sorella Karol Kennedy.

## Palmarès
Coppie con Karol Kennedy
| Evento                       | 1946 | 1947 | 1948 | 1949 | 1950 | 1951 | 1952 |
| ---------------------------- | ---- | ---- | ---- | ---- | ---- | ---- | ---- |
| Giochi olimpici invernali    |      |      | 6°   |      |      |      | 2°   |
| Campionati mondiali          |      | 2°   | 4°   | 2°   | 1°   | 2°   | 2°   |
| North American Championships |      | 3°   |      | 1°   |      | 1°   |      |
| Campionati statunitensi      | 2°   | 2°   | 1°   | 1°   | 1°   | 1°   | 1°   |